# NGC 7801
NGC 7801 في الفهرس العام الجديد، هي مجرة، تقع في كوكبة ذات الكرسي. اكتشفت في 8 سبتمبر 1829 بواسطة جون هيرشل.

## روابط خارجية
- NGC 7801 على موقع ويكي سكاي: DSS2, SDSS, GALEX, IRAS, Hydrogen α, X-Ray, Astrophoto, Sky Map, Articles and images